# Eoparargyractis floridalis
Eoparargyractis floridalis là một loài bướm đêm trong họ Crambidae.